# Thomas Schmidt (Fußballspieler, 1996)
Thomas Schmidt (* 4. Juni 1996) ist ein neukaledonischer Fußballtorhüter.

## Karriere

### Verein
Anfang 2016 wechselte er von der AS Mont-Dore zur AS Lössi.

### Nationalmannschaft
Seinen ersten bekannten Einsatz im Dress der neukaledonischen A-Nationalmannschaft hatte er am 26. März 2016 bei einer 1:2-Freundschaftsspielniederlage gegen Vanuatu. Hier wurde er zur zweiten Halbzeit für Rocky Nyikeine eingewechselt. Ein paar Monate später stand er dann auch bei einem Qualifikationsspiel für die Weltmeisterschaft 2018 im  Kasten. Im Laufe des Jahres kam er dann noch bei ein paar weiteren Partien zum Einsatz.